# Heraldika
A heraldika vagy címertan (korábban czímerintézmény (Bárczay, előszó), címerészet (Vajay)) a címerekkel foglalkozó történeti segédtudomány. Elnevezését a heroldokról kapta, akik a címerek első középkori szakértői voltak.
Két részre oszlik: címerelméletre és címerművészetre.
A címerelmélet, elméleti heraldika vagy a szorosabb értelemben vett címertudomány a címerjogot, a címerek történetét érinti, a szabályos és szabályellenes címerekkel, a címerismerettel (régiesen: címerisme) foglalkozik.
A címerművészet, a címerábrázolás tana vagy címergyakorlat a címerek szabályos megszerkesztésével, megrajzolásával (kiállításával), leírásával, gyakorlati alkalmazásával, historizálásával és a címerkritikával foglalkozik.
A címer olyan, általában pajzson viselt, meghatározott szabályok szerint megszerkesztett színes jelvény, melyet egy család, intézmény vagy testület a saját maga azonosítására örökletes, állandó jelleggel használ.
A címerhatározás számára ezen jellemzők teszik lehetővé egy adott címer rendszerezését (szabályos szerkesztési mód, a pajzsok színezése, a címerábrák csoportosíthatósága), valamint meghatározását (örökletes használat).

## A címer összetevői

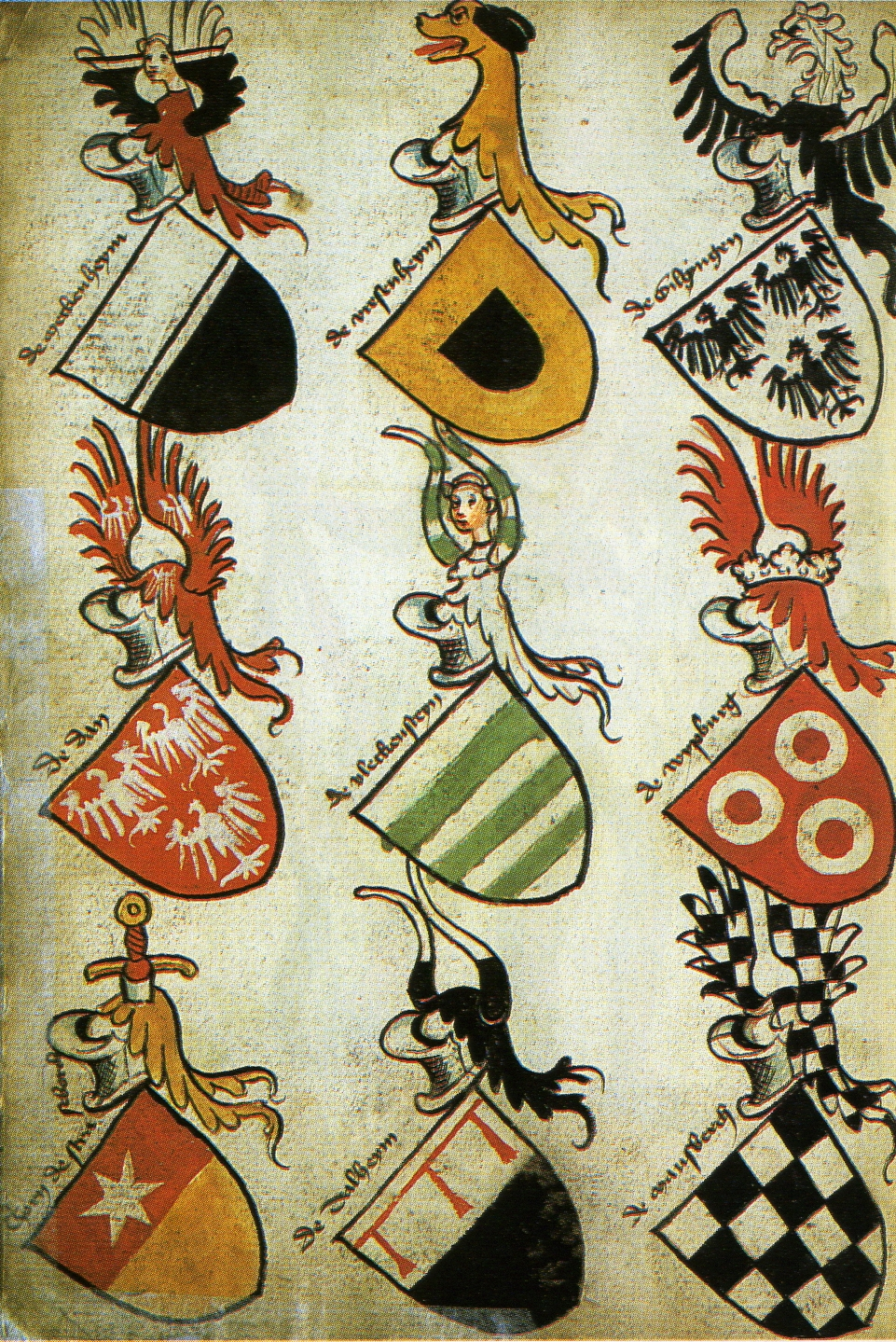

A címer legfontosabb része a pajzs, mivel az első ilyen megkülönböztető jeleket is a pajzsokon viselték. Ezért a tulajdonképpeni címernek a pajzsot mint alakot tekintjük. A címer többi részei az úgynevezett címerrészek és címertartozékok.
A pajzsból, sisakból, sisakkoronából, sisaktakaróból és sisakdíszből álló címert teljes címernek is nevezik. A címer akkor is címer marad, ha csak a pajzsból áll. A többi címerrész el is maradhat, de a pajzs sohasem hiányozhat.
A címerpajzsnak a címerábrák elhelyezésére szolgáló felülete a mező. A pajzsot a címerviselő szemszögéből kell szemlélni, mintha az a mellvértjén lenne, vagyis ami szemből nézve vagy papírra vetve a jobb oldalon van, az a viselő szemszögéből és így a heraldikai nevezéktan szerint is bal oldali.
A mezőt különféle színekkel lehet bevonni. Ezek lehetnek fémek (arany és ezüst), színek (vörös, kék, zöld, fekete, bíbor) és prémek vagy bundabőrök (hermelin, evet, mál). Az utóbbiak összefoglaló neve borítás, míg a fémek és a színek összefoglaló neve mázak.
A mezőben különféle címerábrákat lehet elhelyezni. Ezek lehetnek címerképek vagy mesteralakok. Ezért a színezett, borított mezőt heraldikai alapnak vagy egyszerűen alapnak is nevezzük. Így például beszélhetünk kék alapon három aranykoronáról vagy vörös alapon ezüst görög keresztről.
A címer három fő alkotórésze tehát: 1. a pajzs, 2. a szín (borítás), 3. a címerábrák.
A címerábrák lehetnek címerképek vagy mesteralakok.
A címerhatározó klasszifikációs rendszere a címerképeket hat csoportba osztja: 1. emberek, 2. tárgyak, 3. állatok, 4. természeti tárgyak és jelenségek, 5. növények, 6. egyéb címerképek.
Az adott képen ábrázolt lény rendszertani besorolását a fej határozza meg, a kentaur ezért került pl. az ember csoportjába. Az állatokra is érvényes, hogy azon lények besorolásánál, melyeknek nincs külön neve, és két eltérő állat testrészeiből állnak (például medvefejű és oroszlántestű lény), a fej (és annak máza) a releváns, az állatot a fej szerint soroljuk be a rendszerbe (adott példában a medvék közé).
A magyar címereken gyakran szerepel a páncélos kar és a láb. Ezek lehetnek levágottak, ha a vágóvonal egyenes és letépettek, ha a vágóvonal cafatos. A címerkép lehet növekvő, ha csak 1/3-a látható, előtűnő, ha félig, és előtörő, ha a kétharmada látszik. Ha csak a körvonalai figyelhetők meg, árnyéknak nevezzük.
A heraldikában rendkívül gyakori az oroszlán és a sas. Sokszor további megkülönböztető jegyekkel is rendelkeznek, mint például lépő, ülő, ugró, ágaskodó, visszanéző stb. oroszlán és más négylábú állatok. Az állatok eltérően színezett csőrét, karmait, patáját, agyarait, fogait, esetleg uszonyait, sörényét, farokvégét stb. a címerleírásban fegyverzetnek nevezzük. Így például beszélhetünk arannyal fegyverzett vörös oroszlánról.
A heraldika mai álláspontja szerint az oroszlán csak rendesen növő alakban ábrázolható, hátsó lábain állva, jobb első lábát felemelve. Heraldikai színei vörös vagy arany, ritkábban fekete és csak elvétve egyéb színű. Karmai a testétől eltérő színűek, így ha az oroszlán ércszínű, karmai vörösek vagy kékek, ha pedig a test színes, akkor arany vagy ezüst színűek, de a pajzs, illetve mező színétől mindig eltérő. A fogak és a szemek általában ezüstösek, de ha a mező ezüst, akkor színesek.
Az oroszlánt rendszerint koronával a fején ábrázolják. Heraldikai tekintetben a korona mindig nyílt, karikán egy egész és két fél háromleveles dísszel. Teljesen hibásak a zárt koronák. Elhelyezés tekintetében a korona függőleges tengelyirányban legyen, de lehetőleg a pajzs hosszvonalának megfelelően. A koronaábrázolással egybekötve minden előző feltételnek megfelelő címerállat tekinthető oroszlánnak, míg minden más nagymacskához hasonló ábrát (még ha sörényes is, ám például nem ágaskodik) leopárdnak nevezünk.
Az indoeurópai mitológia szerint legfőbb ellensége az egyszarvúnak az  oroszlán; az Egyesült Királyság királyi címere két oldalán pajzstartókként megjelennek. A magyar heraldikában több címerben megjelenik mindkettő állat együtt, általában az egyik a sisakdíszben, a másik a pajzson; mindkét alak egymással szembeni ágaskodó pózban ritkábban, egyedül például a kelecséni Fejérpataky-, a déesi Kádár-, a pongyelóki Róth-, a nemes Surányi-, a szinyei Zinie-, valamint a lovászi és szentmargithai Sümeghy családnál szerepel.
A növények között gyakori a heraldikai liliom és a heraldikai rózsa. A természeti tárgyak közül a magyar heraldikában nagyon gyakori a (hatágú) csillag és a félhold, valamint viszonylag gyakori a nap is.
A mesteralakok az osztóvonalak által létrejövő geometriai alakzatok, melyeket eltérő módon színeznek ki, mint a pajzsmező többi részét. Az osztóvonalak által a pajzson létrejövő alakzatok lehetnek mezők vagy mesteralakok, attól függően, hogy a színek és más címerábrák milyen szerkezeti alakzatokat eredményeznek. (Lásd szín-alakzat viszony). Ennek ismerete a címerhatározás szempontjából is fontos.
A fekete-fehér ábrákon a színeket általában vonalkázással jelölik.
A pajzsmező ornamentális vagy geometriai vonalakkal történő díszítése a damaszkolás. Ritka színezési mód az árnyék, amikor csak a címerábra körvonalai látszanak, s ezen az alap színei áttetszenek.

## A pajzs tagolása
A főbb tagolások: a hasítás, vágás, harántolás, balharántolás, négyelés és harántnégyelés.
A főbb mesteralakok a főbb tagolások diminutíváinak tekinthetők: a cölöp, a pólya, a harántpólya, a balharántpólya a kereszt és a harántkereszt.
A szín-alakzat viszony dönti el, hogy a tagolások a címerhatározás szempontjából mezőnek vagy mesteralaknak számítanak-e.
Az angol heraldikában ezen kívül fő mesteralaknak (ordinary) számít a szarufa, az ágas és a villa is.
Az egyéb mesteralakok csoportjába olyan címerábrák képezik, melyek részben a fentiek változatai, részben külön típusok. A fontosabbak a következők: a pajzsfő, a pajzstalp, a telek, a sakkozott, a harántsakkozott, a rutázott, a rácsozott, harántrácsozott stb. pajzs, az ék, a süvegezett, a saruzott pajzs, a ráma, a bizánci, a lepényes stb.
A címerpajzs függőleges, vízszintes és harántos vonalakkal történő tagolása általában osztott pajzsot hoz létre. Az osztóvonal lehet egyenes, hullámos, homorú, domború, ormos, fűrészes, fodros, mankós, fecskefarkas, golyós, felhős, vaskalapszerű, keresztalakos, villás, meanderes, lángnyelves, ívelt stb.
A pajzs lehet kétszer, háromszor, négyszer stb. osztott.
A kétszer osztott vagy felezett pajzsoknál több variáció fordul elő. A függőleges vonallal történő osztás hasított, a vízszintes vágott pajzsot eredményez. Az átlós vonalak szelt pajzsot adnak: a (heraldikai) jobb felső sarokból kiinduló osztóvonal harántolt, a bal felső sarokból átlósan a jobb alsó sarokba tartó vonal balharántolt pajzsot eredményez.

(A képen látható számozás a címerleírás szempontjából 1-es számmal jelöli a fő címermezőt. A címerhatározás szempontjai ettől némileg eltérnek.)
A háromszor osztott vagy harmadolt pajzsok az előzőek változatai, de itt csak akkor beszélhetünk harmadolt pajzsról, ha az egyes mezők borítása eltérő. Ha ugyanis a két szélső mező máza megegyezik, mesteralakkal (pólyával, cölöppel, harántpólyával, vagy balharántpólyával) van dolgunk, nem harmadolt pajzzsal. A harmadolt pajzsoknak ezenkívül további változataik is vannak. Ha az osztóvonalak egyenesek, ék-, illetve villásosztásról beszélünk, ha pedig a ferde osztóvonalak íveltek, sátorral van dolgunk.
Ha a pajzs egyidejűleg hasított és vágott, négyelt pajzsot kapunk, ha egyidejűleg harántolt és balharántolt, harántnégyelt pajzs jön létre. Különbséget kell tennünk a négyelés és a negyedlés között (de. Quadrierung, Wiederquadrierung, en. Marshalling). Ez utóbbi ugyanis a rokoni heraldika eljárása, amikor a pajzson bizonyos szabályok szerint több önálló címert egyesítenek. Ezek tovább öröklődnek és néhány generáció alatt négynél jóval több címermezőt is eredményezhetnek. A címerhatározás szempontjából azonban csak a címermezők száma a releváns.
Az ötnél több mezőre osztott pajzsok osztóvonalai általában függőleges és vízszintes vonalak. Ezért ezeket egységesen ötödölt, hatodolt, hetedelt stb. pajzsoknak nevezzük.
Ezen címerosztási típusokon kívül a címerhatározó klasszifikációs rendszere más alapváltozatokat nem fogad el. Így például nem foglalkozik az olyan átmeneti típusokkal, amikor a hasított pajzs jobb mezője vágott vagy a vágott pajzs felső mezője hasított. A címerhatározói rendszer mindig a szimmetriát keresi, ezért ezen pajzsok nem háromszor osztottak, hanem csak kétszer.
A boglárpajzsokat és az egyéb kispajzsokat nem számítjuk a címermezők közé, csak az általuk kitakart mezőket. A boglárpajzs és más kispajzsok előfordulása egy címeren a címerhatározó klasszifikációja szerint összetett, vagyis osztott címert jelent, hiszen a boglárpajzzsal ellátott címer legalább két különálló címer összetételéből jött létre.
Több címer nemcsak egy pajzson belül egyesíthető, ugyanez több pajzzsal is megtehető. Ilyen esetben egyesített címert kapunk. Főképp házasságkötéskor, címeregyesítés (fr. alliance) alkalmával jöttek létre és gyakran láthatók például egy-egy főúri kastély homlokzatán, de egyes intézmények, testületek, joghatóságok, települések is egyesített címereket használtak.

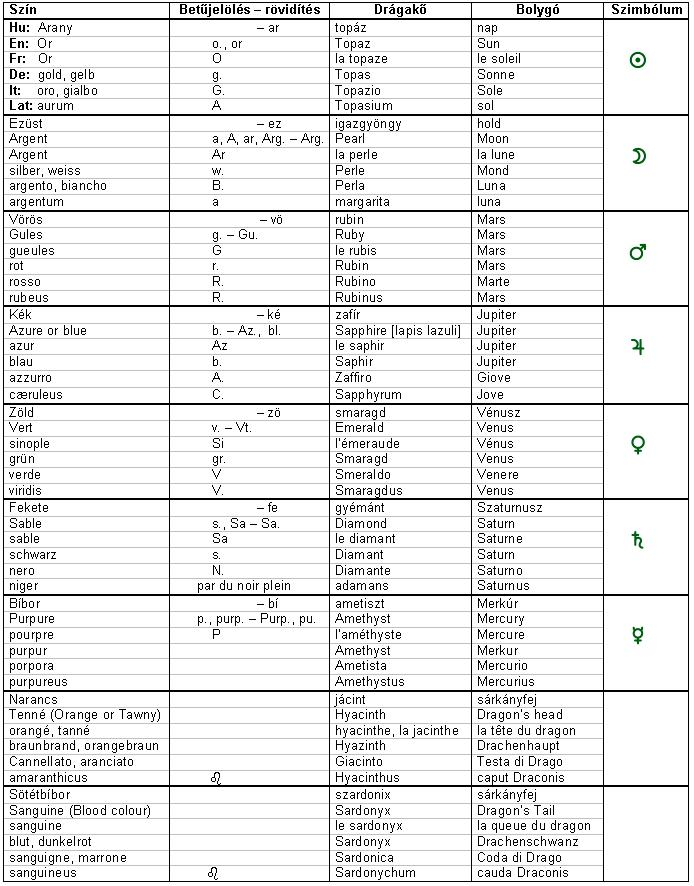
Színjelölési táblázat

## A heraldika forrásai
A címertan forrásait két fő részre oszthatjuk: írott és képzőművészeti forrásokra.
Az írott források közé tartoznak a címerek szóbeli leírásai, mint egyes trubadúrok és címerköltők művei (Chrétien de Troyes, Wolfram von Eschenbach, Ulrich von Lichtenstein, Konrad von Würzburg, Peter Suchenwirt stb.), más írott források, a címermondák stb.
A képzőművészeti források közé tartoznak a címeres levelek, pecsétek, pénzérmék, sírkövek, címerkönyvek, címertekercsek, halotti pajzsok, zászlók stb.